# 西卡森 (加利福尼亞州)
西卡森（英語：West Carson）是位於美國加利福尼亞州洛杉磯縣的一個人口普查指定地區。

## 地理
西卡森的座標為33°49′35″N 118°17′33″W / 33.82639°N 118.29250°W，而該地最高點為海拔高度13米（即43英尺）。

## 人口
根據2010年美國人口普查的數據，西卡森的面積為5.902平方千米，當中陸地面積為5.869平方千米，而水域面積為0.033平方千米。當地共有人口21699人，而人口密度為每平方千米3,676人。